# Liste von Bergen und Erhebungen in Nigeria
Dies ist eine Liste von Bergen oder Erhebungen in Nigeria:
| Höhe   | Name               | Region                     | Koordinate                   | Bemerkung |
| ------ | ------------------ | -------------------------- | ---------------------------- | --------- |
| 2419 m | Chappal Waddi      | Taraba, Adamaoua (Kamerun) | 7° 2′ 10″ N, 11° 42′ 54″ O   |           |
| 2359 m | Tsaunin Kwalki     | Niger                      | 10° 17′ 18″ N, 6° 49′ 25″ O  |           |
| 2280 m | Kumari             | Borno                      | 10° 25′ 20″ N, 13° 11′ 43″ O |           |
| 2042 m | Mount Dimilang     | Adamawa                    | 8° 23′ 42″ N, 11° 46′ 36″ O  |           |
| 1829 m | Shire              | Plateau                    | 9° 56′ 54″ N, 9° 2′ 57″ O    |           |
| 1800 m | Sankwala Mountains | Cross River                | 6° 31′ 58″ N, 9° 15′ 57″ O   |           |
| 1593 m | Maisajeh Hill      | Bauchi                     | 10° 24′ 11″ N, 8° 57′ 50″ O  |           |
| 1512 m | Tsaunin Mainono    | Niger                      | 10° 23′ 6″ N, 6° 8′ 10″ O    |           |
| 1512 m | Tsaunin Kura       | Niger                      | 10° 23′ 28″ N, 6° 11′ 2″ O   |           |
| 1512 m | Tsaunin Kuki       | Niger                      | 10° 24′ 4″ N, 6° 10′ 52″ O   |           |
| 1512 m | Tsaunin Ukuru      | Niger                      | 10° 22′ 19″ N, 6° 3′ 40″ O   |           |
| 1512 m | Tsaunin Yeru       | Niger                      | 10° 20′ 20″ N, 6° 9′ 0″ O    |           |
| 1506 m | Saiya Hill         | Bauchi                     | 10° 24′ 14″ N, 8° 55′ 26″ O  |           |
| 1447 m | Kuri               | Bauchi                     | 10° 24′ 18″ N, 8° 53′ 42″ O  |           |
| 1422 m | Ziem Peak          | Bauchi                     | 10° 7′ 30″ N, 9° 13′ 19″ O   |           |
| 1380 m | Tsaunin Shamaimbu  | Niger                      | 10° 21′ 36″ N, 6° 15′ 29″ O  |           |
| 1125 m | Zuma Rock          | Niger                      | 9° 7′ 49″ N, 7° 14′ 2″ O     |           |
| 1000 m | Aso Rock           | Federal Capital Territory  | 9° 5′ 0″ N, 9° 32′ 10″ O     |           |
| 426 m  | Wase Rock          | Plateau                    | 9° 4′ 33″ N, 9° 57′ 30″ O    |           |
| 137 m  | Olumo Rock         | Ogun                       | 7° 10′ 2″ N, 3° 20′ 33″ O    |           |